# Allabogdanite
L'allabogdanite è un minerale di formula (Fe,Ni)2P scoperto nell'atassite (meteorite) di Onello trovato nel 1997 nell'Aldanskij ulus nella Sacha-Jacuzia nella Siberia orientale in Russia. Chimicamente è un fosfuro di ferro e nichel. In un primo tempo il minerale era stato classificato come barringerite ma ulteriori studi hanno stabilito che si trattava di un polimorfo di questo non ancora conosciuto.

## Etimologia
Il nome del minerale è stato attribuito in onore della cristallografa russa Alla Nikolaevna Bogdanova (1947-  ).

## Morfologia
L'allabogdanite è stata trovata sotto forma di cristalli submillimetrici appiattiti secondo {001} con la faccia principale {001} e le altre facce probabilmente sono {110} e {100}. I cristalli si presentano spesso in geminati analoghi a quelli del gesso secondo il piano {110}.
La struttura del minerale è quella del Co2Si analoga a quella della rhodarsenide, della palladodymite e della florenskyite.

## Origine e giacitura
Si tratta di un raro minerale di origine extraterrestre, trovato nel meteorite di Onello in una matrice di plessite, probabilmente si è formata durante la prima fase di cristallizzazione del nichel e del ferro che compongono il meteorite ed in un secondo tempo si è parzialmente alterata in schreibersite dal momento che ricopre i grani di allabogdanite. La sintesi dell’allabogdanite presuppone un grande impatto meteorico con pressioni superiori a 25 gigapascal. Pressioni così elevate si trovano anche nel mantello della Terra a oltre 500 km di profondità. L’allabogdanite è stata, inspiegabilmente, segnalata in rocce sedimentarie nell’area del Mar Morto.
I minerali associati sono: nickelphosphide, schreibersite, awaruite e grafite.